# Етельвольд (король Східної Англії)
Етельвольд (давн-англ. Æthelwold, Æþelwald; ? — 664) — король Східної Англії у 655—664 роках.

## Життєпис
Походив з династії Вуффінгів. Син Ені, короля Східної Англії. Про дату народження та молоді роки нічого невідомо. Після загибелі у 655 році короля Етельхера став новим володарем Східної Англії.
Скориставшись смертю давнього ворога свого королівства — Пенди, короля Мерсії, Етельвольд скинув залежність останньої. Водночас встановив союзницькі стосунки з королівством Нортумбрія. У подальшому влаштовував династичні шлюби задля посилення союзницьких стосунків. Етельвольд видав родичку Етельтриту, яка стала удовою, за Егфріта, короля Нортумбрії.
Водночас Етельвольд усіляко сприяв християнізації англосаксів. Етельвольд став хресним Світґельма, короля Ессекса, схилив до християнства короля Вульфхера Мерсійського. Згодом влаштував шлюб останнього з донькою своєї небоги Ерменгільдою.
Разом з тим надавав підтримку римським та ірландським місіонерам, що були представниками католицької та кельтської церкви відповідно. Опорою кельтської церкви стали монастирі Сан-Фурсей та Сан-Фоліан, а єпископ Доммока орієнтувався на Кентерберійську єпархію, яка була опорою папського престолу в Британії.
У 664 році можливо брав участь у соборі, де точилася дискусія щодо обрання обрядів кельтської або римо-католицької церкви. Перемогу здобули прихильники папи римського. Помер у тому році під час мору невідомої хвороби. Владу успадкував його небіж Ельдвульф.